# Peter Jehle
Peter Karl Jehle (Grabs, 22 januari 1982) is een Liechtensteins voormalig voetballer die als doelman speelde. Met 132 interlands achter zijn naam is hij recordhouder wat betreft het aantal interlands voor Liechtenstein.  

## Biografie
Jehle werd geboren in Grabs, net over de grens met Liechtenstein. Vanaf zijn tiende speelde hij voor de Liechtensteinse amateurclub FC Schaan. Zijn talent werd opgemerkt en op 14 oktober 1998 debuteerde hij op zestienjarige leeftijd voor het Liechtensteinse nationale elftal. Hij bleef twee jaar voor FC Schaan voetballen voordat hij verhuisde naar Grasshopper-Club Zürich. In zes jaar tijd speelde Jehle daar 43 wedstrijden. In 2006 verhuisde hij naar Boavista FC. Hij speelde daar 24 wedstrijden in twee seizoenen. Mede vanwege degradatie van Boavista omwille van de Gouden Fluit-omkoopzaak in 2008 vertrok hij in juni 2008 naar Tours FC. Jehle tekende er een contract voor één jaar. Na een jaar vertrok hij naar FC Vaduz, waarvoor hij in 9 jaar tijd (2009-2018) meer dan 200 duels speelde. Hij beëindigde zijn actieve loopbaan in 2018.